# Анатомия Грея (фильм)
«Анатомия Грея» (англ. Gray’s Anatomy)  — 80-минутный фильм режиссёра Стивена Содерберга. Название фильма происходит от названия известного учебника анатомии, «Анатомия Грея», написанного Генри Греем в 1858 году. Фильм был снят за десять дней в конце января 1996 года. Также существует телесериал «Grey’s Anatomy» (русское название Анатомия страсти).

## Сюжет
Сполдинг Грей, известный писатель и актёр, обнаруживает у себя прогрессирующую макулярную дистрофию — заболевание, угрожающее его зрению. Поскольку традиционная медицина предлагает лишь хирургическое вмешательство с неопределёнными результатами, Грей испытывает страх перед операцией и начинает искать альтернативные методы лечения, исследует альтернативную медицину для глазного заболевания.
В ходе своих поисков он встречается с различными нетрадиционными целителями, среди которых индийские аюрведические врачи, китайские иглотерапевты и филиппинские хилеры. Грей пробует на себе различные практики, включая духовные ритуалы, детоксикационные диеты и энергетические сеансы, пытаясь избежать хирургического вмешательства.
Его путешествие сопровождается внутренними размышлениями о страхе, вере в чудо и психологическом влиянии болезни на человека. В конце концов, Грей приходит к выводу, что независимо от выбранного метода, основную роль в выздоровлении играет сам человек, его восприятие болезни и готовность к переменам. 

## В ролях
- Спалдинг Грей — в роли себя

## Художественные особенности
Фильм является четвёртым и последним театрализованным монологом, написанным и сыгранным Спалдингом Греем, последовавший после его Swimming to Cambodia, Монстр в коробке, и Spalding Gray: Terrors of Pleasure.

## Издания на DVD
Фильм был издан на DVD и на мини-диске. Ремастеренная версия от «Criterion Collection» выпущена в июне 2012 года (на DVD и Blu-Ray).